# Colletes azteka
Colletes azteka är en biart som beskrevs av Cresson 1868. Colletes azteka ingår i släktet sidenbin, och familjen korttungebin. Inga underarter finns listade i Catalogue of Life.